# Štěpánov nad Svratkou
Pour les articles homonymes, voir Štěpánov.
Štěpánov nad Svratkou (en allemand : Stiepanau) est un bourg (městys) du district de Žďár nad Sázavou, dans la région de Vysočina, en République tchèque. Sa population s'élevait à 721 habitants en 2020.

## Géographie
Štěpánov nad Svratkou est arrosée par la Svratka et se trouve à 6 km à l'est-sud-est de Bystřice nad Pernštejnem, à 29,5 km à l'est-sud-est de Žďár nad Sázavou, à 55 km à l'est-nord-est de Jihlava, à 152 km à l'est-sud-est de Prague.
La commune se compose de deux sections. La section principale est limitée par Koroužné au nord, par Prosetín et Černovice à l'est, par Ujčov au sud et au sud-ouest, et par Bystřice nad Pernštejnem à l'ouest. Le quartier de Vrtěžíř, situé à l'ouest du premier, est limité par Bystřice nad Pernštejnem au nord et à l'est, par Ujčov au sud-est et au sud, et par Věchnov à l'ouest.

## Histoire
La première mention écrite de la localité date de 1371. Jusqu'en 1951, la commune s'appelait Štěpánov.

## Administration
La commune se compose de deux quartiers :
- Štěpánov nad Svratkou
- Vrtěžíř

## Transports
Par la route, Štěpánov nad Svratkou se trouve à 7,5 km de Bystřice nad Pernštejnem, à 33 km de Žďár nad Sázavou, à 74 km de Jihlava à 187 km de Prague.